# Holger Sørensen (arkitekt)
 Der er flere personer med dette navn, se Holger Sørensen.
Holger Verner Sørensen (5. januar 1913 i Nivå – 12. oktober 1981) var en dansk modernistisk arkitekt.
Holger Sørensen var søn af smedemester Niels Andreas Sørensen og Alma Eleonora Andersen og gik på Kunstakademiets Arkitektskole 1931-38. 1947 vandt han den lille guldmedalje.
Allerede i studietiden fik han ansættelse hos G.B. Hagen 1932-34 og 1934-35 ved Hærens Bygningstjeneste, der havde en tegnestue med godt ry under bl.a. Georg Pfaffs ledelse. Fra 1935 arbejdede han for den ligeledes velrenommerede Søværnets Bygningstjeneste under Jens Kloks ledelse. Sørensen fortsatte karrieren inden for den nye enhed Forsvarets Bygningstjeneste, og han var i tidsrummet 1966-1978 overarkitekt med hovedansvar for Forsvarets bygninger bl.a. kaserner i Skive og Slagelse. Skive Kaserne fik tidssvarende rammer for officerer og meniges indkvartering under forhold, der kan minde om et kollegium. Antvorskov Kaserne fra 1972-74 er et moderne anlæg opført af betonelementer.
Fra denne tid stammer også Kollegieskolen i Jægersborg (1966) for Forsvarets Lægekorps, et moderne betonbyggeri, der i proportioner tager hensyn til den nærliggende fredede Jægersborg Kaserne fra 1700-tallet. For Rigshospitalet byggede han 1965 Reva-Centret på Tagensvej i København i en brutalistisk stil.
Sideløbende fik han opgaver på sin fødeegn, hvor han opførte han en række enfamiliehuse i en moderat dansk version af modernismen. Andre af hans værker er Strandvejsbiografen, nu Humle Bio, i funkisstil i Humlebæk (1938), Kirkestigården i Kokkedal (1941) og Stationspladsen i Nivå (1949).
I samarbejde med arkitekt Paulli Harder projekterede han desuden større bolig- og skolebyggeri i Sverige.
Han udstillede værker på Charlottenborg Forårsudstilling 1944, 1946 og 1947 og på Den Frie Udstilling 1947 samt i Stockholm 1949.
Holger Sørensen var tilsynsførende arkitekt for Holmens Kirke, medlem af Kunstnersamfundets og Akademiraadets jury og Ridder af Dannebrog. Han er begravet på Nivå Kirkegård.

## Værker
- Villa, Selmersvej 17, Hørsholm (1934)
- Villa, Lægårdsvej 58, Holstebro (1934)
- Villa, Strandvænget 14, Østerbro, København (1935)
- Strandvejen 189, Hellerup (1936)
- Villa, Danshøjvej 15, Valby (1938)
- Villa, Fruevej 8, Søborg (1938)
- Forretningsejendom, Hørsholmvej 63, Rungsted Kyst (1934)
- Strandvejsbiografen, nu Humle Bio, Ny Strandvej, Humlebæk (1938, ombygget)
- Kirkestigården, Kokkedal (1941)
- Atelier, Søbredden 16, Gentofte (1942)
- Villaer, Strandmarken 1 og 5, Humlebæk (1944)
- Stationspladsen, Nivå (1949)
- Ny Strandvej 129, Humlebæk (1949)
- Reva-Centret, Rigshospitalet, Tagensvej 22 (1968)

Som overarkitekt i Forsvarets Bygningstjeneste 1966-1978:
- Kollegieskolen, Jægersborg Kaserne (1966)
- Skive Kaserne, Sdr. Boulevard 15, Skive (1969)
- Antvorskov Kaserne, Charlottedal Allé 4, Antvorskov (1972-74)